# Albert Ladenburg

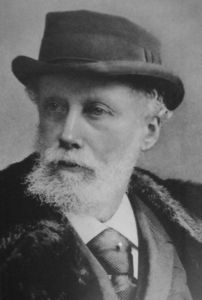
Albert Ladenburg (um 1900)

Albert Ladenburg (geboren am 2. Juli 1842 in Mannheim; gestorben am 15. August 1911 in Breslau, Niederschlesien) war ein deutscher Chemiker.

## Familie
Ladenburg entstammte einer bekannten jüdischen Familie Mannheims und war der Sohn des Juristen und Nationalökonomen Leopold Ladenburg (1809–1889) und der Delphine Picard (1814–1882) aus Straßburg im Elsass. Sie war – wie Albert Ladenburg selbst – Enkelkind des Bankhausgründers Wolf Ladenburg. Delphine Picard war durch diese Generationsverschiebung also nicht nur Albert Ladenburgs Mutter, sondern zugleich auch seine Cousine.
Er heiratete am 19. September 1875 Margarethe Pringsheim (geboren am 14. Januar 1855; gestorben 1909), die Tochter des Botanikers und Pflanzenphysiologen Nathanael Pringsheim (1823–1894).
Sein Sohn war der Physiker Rudolf Ladenburg.
Albert Ladenburg war ein sehr guter Pianist, war mit Johannes Brahms befreundet und spielte vierhändig mit Clara Schumann. Das Elternhaus Pringsheim und das Chemische Institut in Breslau waren der Inbegriff moderner Bürgerlichkeit um die Jahrhundertwende.

## Leben

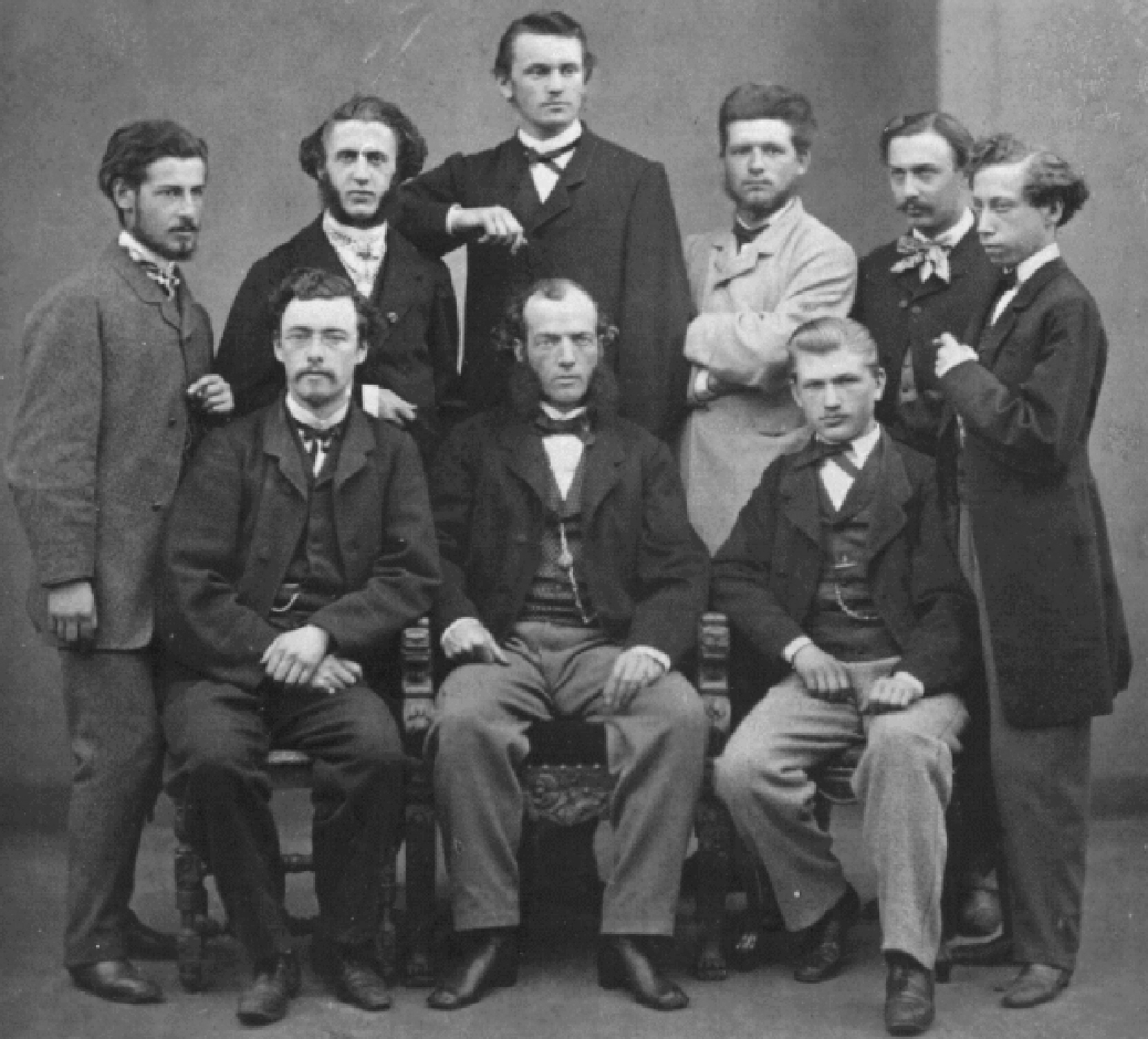
Ladenburg (stehend, rechts) bei Kekulé in Gent (um 1866)

Ladenburg studierte von 1858 bis 1860 Mathematik und moderne Sprachen an der Polytechnischen Schule Karlsruhe, danach bis 1861 Chemie und Physik in Heidelberg und schließlich 1862 Physik in Berlin. Er promovierte 1863 bei Robert Wilhelm Bunsen zum Dr. phil. in Heidelberg.
In Gent hielt sich Ladenburg ab dem Frühjahr 1865 ein halbes Jahr bei Kekulé auf, der ihn mit der Strukturchemie vertraut machte. Danach arbeitete er 18 Monate lang in Paris gemeinsam mit Charles Friedel über siliziumorganische Verbindungen und danach allein weiter über zinnorganische Verbindungen.
1867 kehrte er nach Heidelberg zurück, wo er im darauf folgenden Jahr durch seine bis dahin vorgelegten Arbeiten habilitiert wurde. Bunsen, der während seiner Heidelberger Studienzeit sein Lehrer war, gewährte ihm dies ohne besondere Habilitationsschrift. Ladenburg wurde am 8. Januar 1868 Privatdozent und am 30. März 1872 wurde er zum außerordentlichen Professor in Heidelberg ernannt.
Am 25. Oktober 1872 wurde er an die Universität Kiel zum ordentlichen Professor der Chemie und Direktor des neuen Chemischen Laboratoriums berufen. Heute ist dort nach ihm der „Ladenburg-Saal“ benannt. Am 1. Oktober 1889 ging Ladenburg an die Universität Breslau. Der spätere Journalist und Chefredakteur Hugo Reinhart sowie der Mineraloge und Chemiker Arthur Sachs besuchten bei ihm Vorlesungen. Am 1. Oktober 1909 musste Ladenburg seine Lehrtätigkeit wegen Krankheit aufgeben. 1900 gründete er die Chemische Gesellschaft Breslau, die er bis 1910 leitete. Sein Vortrag Über den Einfluss der Naturwissenschaften auf die Weltanschauung, gehalten auf der 75. Versammlung deutscher Naturforscher und Ärzte am 21. September 1903 in Kassel und veröffentlicht in Leipzig im selben Jahr, wurde viel besprochen.

## Wissenschaftliches Werk
Ladenburg war gemeinsam mit Kekulé an der Diskussion zur Aufklärung der Strukturformel des Benzols beteiligt. Seine Vorstellung eines prismatischen Moleküls waren zwar falsch, doch die von ihm vorgeschlagene Struktur des „Ladenburg-Benzols“ konnte 1973 als Prisman synthetisiert werden:
Ladenburg ermittelte 1879 die Konstitution des Atropins und synthetisierte racemisches Coniin im Jahre 1886, was die erste Totalsynthese eines Alkaloids darstellte und daher unter dem Namen Ladenburg-Synthese in die Geschichte einging. Darüber hinaus gelang ihm die Synthese von Piperidin (1884) und Piperazin (1888).

## Ehrungen und Mitgliedschaften
- Ernennung zum auswärtigen Mitglied der Chemical Society of London[9]
- Ernennung zum Ehrenmitglied der Chemical Society of London
- 1880 Mitglied der Leopoldina
- 1884: Ernennung zum Ehrendoktor der Medizin an der Universität Bern[10]
- 1905: Verleihung der Davy-Medaille für seine Forschungen auf dem Gebiet der organischen Chemie, insbesondere der Synthese natürlicher Alkaloide[11]
- 1907: Wahl zum Vizepräsidenten der Deutschen chemischen Gesellschaft[10]
- 1909: Ernennung zum korrespondierenden Mitglied der Académie des sciences in Paris[3]
- 1910: Wahl zum korrespondierenden Mitglied der Preußischen Akademie der Wissenschaften in Berlin[12]
- Namensgeber: Phillips-Ladenburg-Benzimidazol-Synthese

## Bibliografie
- Lebenserinnerungen. Breslau 1912.
- Mit Margarete Ladenburg (Übersetzung und Hg.), Berthelot und L. Pean de Saint-Gilles: Untersuchungen uber die Affinitaten. Über Bildung und Zersetzung der Äther. Verlag W. Engelmann, Leipzig 1910.
- Albert Ladenburg (Hg.), August Kekulé: Über die Konstitution und die Metamorphosen der chemischen Verbindungen und über die chemische Natur des Kohlenstoffs. Untersuchungen über aromatische Verbindungen. Akademische Verlagsgesellschaft, Leipzig 1904.
- Mit Margarete Ladenburg (Übersetzung und Hg.), Louis Pasteur: Über die Asymmetrie bei natürlich vorkommenden organischen Verbindungen. Akademische Verlagsgesellschaft, Leipzig 1907.
- Mit Margarete Ladenburg (Übersetzung mit Anmerkungen und Hg.), Karl Adolph Wurtz: Abhandlung über die Glycole oder zweiatomige Alkohole und über das Aethylenoxyd als Bindeglied zwischen organischer und Mineralchemie. Verlag W. Engelmann, Leipzig 1909.

## Werke
- Vorträge über die Entwicklungsgeschichte der Chemie in den letzten hundert Jahren. Vieweg, Braunschweig 1869. Digitalisierte Ausgabe der Universitäts- und Landesbibliothek Düsseldorf
- Albert Ladenburg: Handwörterbuch der Chemie. Verlag von Eduard Trewendt, Breslau 1896.